# Tim Raue

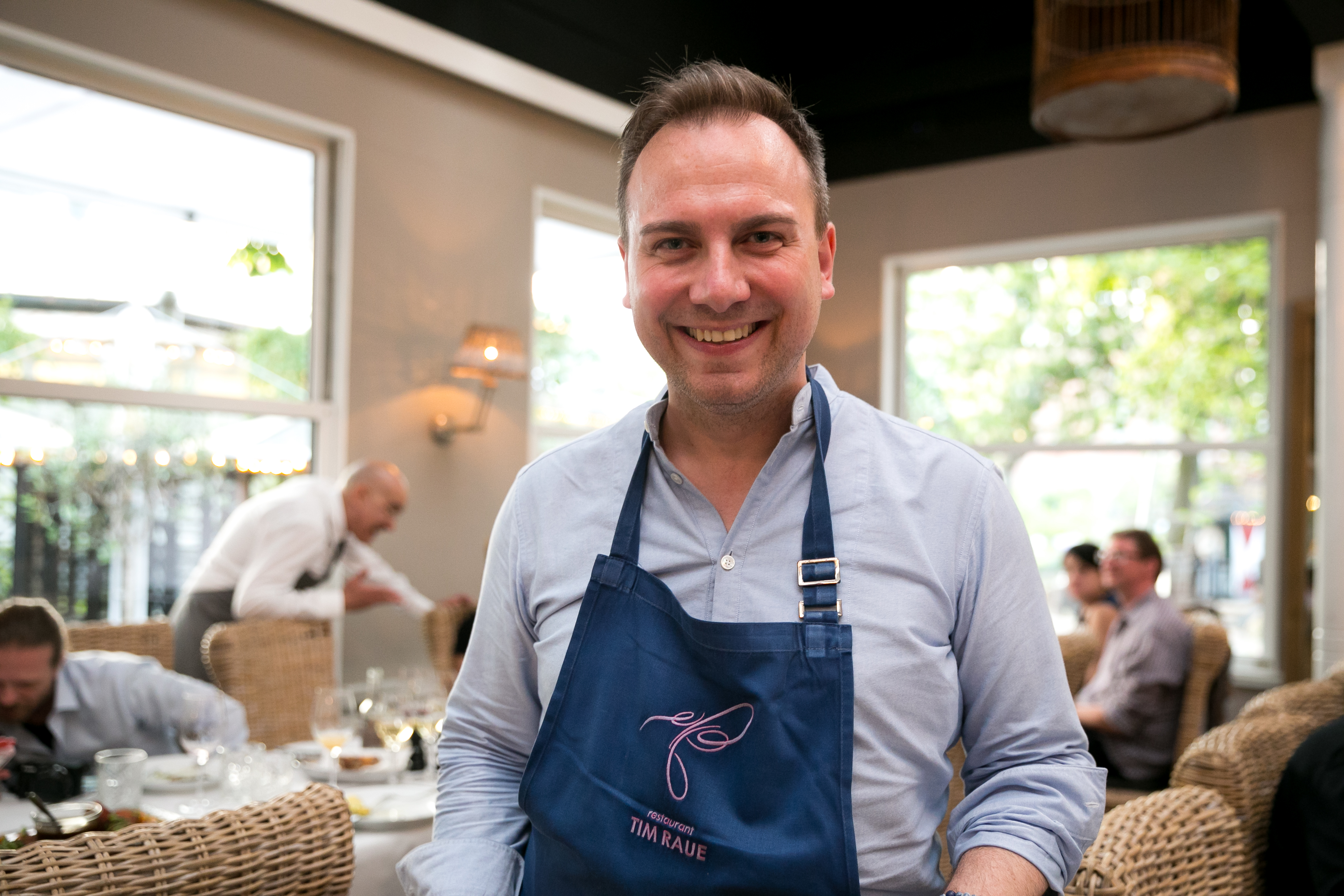
Tim Raue (2016)

Tim Raue (* 31. März 1974 in West-Berlin) ist ein deutscher Koch und Betreiber mehrerer Restaurants.

## Leben
Raue wuchs in einfachen Verhältnissen im Wrangelkiez in Berlin-Kreuzberg auf und war nach eigener Aussage in seiner Jugendzeit Mitglied der Jugendbande 36 Boys. Belegt ist, dass er als 14-Jähriger an einem von der Jugendhilfe Neukölln mitorganisierten Workcamp für „verhaltensoriginelle“ Jugendliche nach Nyksund teilgenommen hat, wo der Pädagogische Psychologe Manfred Günther zu seinen Betreuern zählte. Raue glänzte nach dessen Aussage zwar noch nicht  mit Kochrezepten, aber mit gekonnten Airbrush-Tags und -Paintings. In einem Interview erzählte Raue: „Das Erste, was ich als Teenager gelernt habe, war es, meinen sozialen Rang durch Statussymbole zu definieren. Und die, die wir nicht hatten, haben wir uns illegal besorgt.“
2016 gab er die Trennung von seiner Frau Marie-Anne bekannt, einer Restaurantfachfrau, mit der er seit 1992 liiert war. 2017 heiratete er die Redakteurin Katharina Wolschner.

## Ausbildungen
Tim Raue lernte ab 1991 Koch im Restaurant Chalet Suisse im Grunewald.  Es folgten Stationen 1994 im First Floor und 1997 mit 23 Jahren als Küchenchef im Restaurant Rosenbaum. 1998 ging er als Küchenchef zu den Kaiserstuben in Berlin und wurde von der Fachzeitschrift Der Feinschmecker zum Aufsteiger des Jahres gewählt. Von 1999 bis 2002 war er Küchenchef im Restaurant e.t.a. hoffmann, im Hotel Riehmers Hofgarten in Berlin. 2002 wechselte er als Küchenchef zum Restaurant 44 im Berliner Swissôtel, mit seiner Frau als Restaurantleiterin.

## Berufliche Erfolge
2007 kürte ihn der Gault-Millau zum „Koch des Jahres“. Seine Küche im 44 wurde mit einem Stern des Guide Michelin und 18 Punkten im Gault-Millau ausgezeichnet. 2008 veröffentlichte er ein Kochbuch mit dem Titel Aromen(r)evolution. Ebenfalls 2008 wechselte er als Kulinarischer Direktor zu der zur Fundus-Gruppe gehörenden Adlon-Collection, die im Hotel Adlon fünf Restaurants betrieb. Dort eröffnete er die Restaurants Ma Tim Raue (inspiriert von der chinesischen Küche), Uma (von der japanischen Küche inspiriert) und die Shochu Bar. Nach wenigen Monaten bekam das Ma Tim Raue einen Michelin-Stern verliehen. Der Gault-Millau zeichnete das Ma Tim Raue mit 18 Punkten und das Uma mit 17 Punkten aus. Im Juli 2010 wurde das Ma Tim Raue geschlossen, das Uma wurde unter der Leitung von Stephan Zuber weitergeführt, und wurde später geschlossen.
Im September 2010 eröffnete Raue in Berlin-Kreuzberg das Restaurant Tim Raue. Im selben Jahr saß er in der Jury der Fernsehsendung Deutschlands Meisterkoch. Im Mai 2013 eröffnete Raue, der auch noch das Studio tim raue besitzt und das Sra Bua by Tim Raue führt, das La Soupe Populaire als drittes Restaurant in Berlin. Es befindet sich in der ehemaligen Bötzow-Brauerei an der Prenzlauer Allee. Das Soupe Populaire wurde 2013 vom Guide Michelin mit einem Bib Gourmand und vom Gault-Millau mit 13 Punkten bewertet.
Im April 2014 schaffte sein Restaurant Tim Raue den Einzug in die britische Liste The World’s 50 Best Restaurants auf Platz 78; 2016 belegte es Platz 34. Seit 2015 ist er regelmäßig in der VOX-Kochshow Kitchen Impossible zu sehen und nahm ersatzweise für Tim Mälzer an der RTL-Sendung Wer wird Millionär? teil. In der dritten Staffel der Netflix-Serie Chef’s Table befasst sich eine Folge mit Raue und seiner Entwicklung als Koch. Ab 2015 eröffneten drei Standorte der Brasserie Colette Tim Raue in München, Konstanz und Berlin. Hier wird französische Küche gekocht. Das kulinarische Konzept hat Tim Raue entwickelt. Seit 2019 ist Philipp Bendel Küchenchef im Restaurant Tim Raue.
2019 löste er in der Koch-Castingshow The Taste (siebte Staffel) als Coach Cornelia Poletto ab. 2019 und 2020 war er in der von Mälzer moderierten Kochsendung Ready to beef! als Juror tätig. Seit 2024 hat er beim Streaminganbieter MagentaTV die nach ihm benannte Sendereihe Tim Raue isst!, in der er gastronomische Betriebe in Deutschland besucht, die kulinarische Spezialitäten anbieten. Von 2019 bis 2023 war er Küchenchef im Restaurant Villa Kellermann in Potsdam, das TV-Moderator Günther Jauch gehört. Im Juni 2025 eröffnete er mit dem Sphere sein zehntes Restaurant. Es befindet sich im Berliner Fernsehturm in 207 Metern Höhe.
Seit 2023 moderiert Raue gemeinsam mit seiner Frau Katharina die Doku-Soap Raue – Der Restaurantretter, einen Reboot von Rach, der Restauranttester bei RTL Television.

## Audio
- Sternekoch Tim Raue: „Von 365 Tagen stehe ich 240 Tage in der Küche“, Audio-Version 72.22 Minuten, Deutschlandfunk Zwischentöne im Gespräch mit Joachim Scholl 3. November 2024

## Schriften
- Aromen(r)evolution. Christian-Verlag, München 2008, ISBN 3-88472-802-4.
- (mit Stefan Adrian) Ich weiß, was Hunger ist: Von der Straßengang in die Sterneküche. Piper, München / Zürich 2011, ISBN 978-3-492-05446-1.
- (mit Anne-Sophie Zähringer und Stefan Adrian) My Way. Callwey, München 2017, ISBN 978-3-7667-2265-2.

## Auszeichnungen
- 2005: Aufsteiger des Jahres im Gault-Millau
- 2007: Ein Stern im Guide Michelin für das Restaurant 44/Swissôtel Berlin
- 2007: Koch des Jahres im Gault-Millau
- 2008: Ein  Stern im Guide Michelin für das Restaurant MA/Hotel Adlon Berlin
- 2010: Ein  Stern im Guide Michelin für das Restaurant Tim Raue
- 2011: 19 Punkte im Gault-Millau für das Restaurant Tim Raue
- 2012: Zwei Sterne im Guide Michelin für das Restaurant Tim Raue
- 2016: Platz 34[26] der The World’s 50 Best Restaurants
- 2019: Platz 1[27] der Germany’s 50 BEST CHEFS des internationalen Gastronomiefachmagazins Rolling Pin
- 2021: Platz 31[28] der The World’s 50 Best Restaurants
- 2022: Platz 26[29] der The World’s 50 Best Restaurants